# Maison Soustiel
La Maison Soustiel est un cabinet d'expertise spécialisé dans l'Art d'Orient et de l'Islam basé en France. Il a été fondé en 1883 par Moïse Soustiel.  
Il est actuellement dirigé par Laure Soustiel. 

Logo Maison Soustiel

## Histoire
La Maison Soustiel a été fondée dans l’Empire ottoman en 1883 par Moïse Soustiel (1836-1916).
En 1921, la Maison Soustiel est reprise par son fils Joseph Soustiel  (1904-1990) qui quitta Istanbul pour se rendre à Paris. 
En 1926, création de l’enseigne « Art Musulman » au 26, rue de la Grange-Batelière, Paris en association avec l'antiquaire, Berthe Léger.
Le fils de Joseph Soustiel et Irène Léger (fille de Berthe Léger), Jean Soustiel (1938-1999) continua dans la lignée. 
En 1963, Jean Soustiel est nommé expert et reprend la galerie en 1983. 
En 1985, il publie un ouvrage de référence sur la céramique islamique.
Sa fille, Laure Soustiel, après des études à l’École du Louvre et à l’université est nommée en 1993. Elle participa également à de nombreuses ventes publiques. 
En 1990, à la mort de son père, elle reprend la galerie jusqu'à sa fermeture en 2004. Depuis, elle exerce son activité en tant qu'experte et publie des catalogues d'exposition avec les Éditions Roxelane.

## Les éditions Roxelane
En 2008, Les éditions Roxelane sont fondées par Laure Soustiel afin de diffuser les catalogues d'exposition et la Maison Soustiel. 